# Herpesvírus humano 8
Herpesvirus humano 8 (HHV-8) ou Herpesvirus associado ao Sarcoma de Kaposi (KSHV) é um oncovírus DNAds , da subfamília herpesvirus gamma, associado com três tumores: Sarcoma de Kaposi, linfomas e doença de Castleman multicêntrica em pacientes com AIDS/SIDA.

## Virologia
É um DNA virus de dupla cadeia, largo, icosaédrico, com envelope típico dos Herpesvirus, capaz de roubar das células infectadas diversos de seus genes associados com a resposta imune (IL-6, Bcl-2, ciclina-D, receptores acoplados a proteína G, fator regulador do interferón e a proteína inibidora de FLICE) e com a síntese de DNA (di-hidrofolato-redutase, timidina-cinase, timidilato-sintase, DNA polimerase). Possui uma fase latente regulada por uma proteína viral chamada de ORF50 RTA (Ativador e Transativador da Replicação) que é ativado quando a imunidade cai severamente.

## Transmissão
Provavelmente é transmitido por via sanguínea e sexual, por ser mais frequente entre pessoas que praticam sexo anal passivo sem preservativo. Outras DSTs provavelmente aumentam o risco de infecção. 

## Diagnóstico
Reação em cadeia da polimerase (PCR), a hibridação in situ e imuno-histoquímica são utilizados para a detecção direta do HHV-8. Os anticorpos do soro contra os antígenos nucleares ORF59, ORF65 e proteínas K8.1 associado à latência podem ser detectados nos indivíduos HHV-8-infectadas usando ELISA ou  imunofluorescência.

## Epidemiologia
A resposta imune ao HHV-8 varia significativamente geograficamente, com as taxas de infecção nos países do norte da Europa, do sudeste asiático e do Caribe sendo entre 2 e 4%, do Brasil sendo entre 2.8 e 7.4%, nos países do Mediterrâneo a cerca de 10%, e nos países da África Subsaariana em aproximadamente 40%. A maioria dos infectados nunca tem nenhum sintoma, exceto se ficam imunodeprimidos. Antes da descoberta dos antirretrovirais modernos, 40% dos pacientes com AIDS desenvolviam complicaçoes associadas ao HHV-8.